# Vitória (mãe de Vitorino)
Vitória (em latim: Victoria) ou Vitrúvia (em latim: Vitruvia) foi uma nobre romana do século III, suposta Augusta do Império das Gálias. Era mãe de Vitorino (r. 269–271). Após o assassinado de seu filho pelo exército gálio, selecionou Tétrico I (r. 271–274) para substituí-lo e subornou o exército para proclamá-lo imperador na primavera. As fontes afirmam que foi augusta à época de seu filho, mas isso parece ser falso pois o título não é citado em inscrições e não há moedas suas. Ela faleceu durante o reinado de Tétrico.